# یوژف ماروشی
یوژف ماروشی (مجاری: József Marosi؛ زادهٔ ۱۶ اکتبر ۱۹۳۴) ورزشکار شمشیربازی اهل مجارستان است.
وی در مسابقات کشوری و بین‌المللی در مجموع برندهٔ ۱ مدال نقره، ۱ مدال برنز شده‌است.